# Reptile (альбом)
Reptile — студийный альбом Эрика Клэптона, выпущенный 13 марта 2001 года лейблом Reprise Records.

## Об альбоме
Альбом записан с участием знаменитого клавишника Билли Престона и американской группы The Impressions. Запись происходила в Лондоне (The Town House и Olympic Studios), Лос-Анджелесе (Ocean Way) и Нью-Йорке (Right Track Recording).
Reptile имел большой коммерческий успех (всего было продано более двух с половиной миллионов копий), попал в список десяти лучших альбомов в двадцати странах мира и получил положительные отзывы критики. Музыкальный критик Энтони ДеКуртис (Anthony DeCurtis) в журнале «Rolling Stone» написал, что в этом альбоме «Клэптон смешивает практически все стили, в которых он работал в течение последних тридцати пяти лет».

## Сертификации
| Регион | Сертификация | Продажи  |
| --- | ------------ | -------- |
| Австралия (ARIA) | Платиновый   | 70 000^  |
| Бразилия (ABPD) | Золотой      | 50 000*  |
| Канада (Music Canada) | Золотой      | 50 000^  |
| Германия (BVMI) | Золотой      | 150 000^ |
| Испания (PROMUSICAE) | Золотой      | 50 000^  |
| Швейцария (IFPI Switzerland)                                                                                             | Золотой      | 20 000^  |
| Великобритания (BPI) | Золотой      | 100 000^ |
| США (RIAA) | Золотой      | 700,000  |
| * Данные о продажах приведены только на основе сертификации. ^ Данные о тиражах приведены только на основе сертификации. |              |          |

## Список композиций
| №                   | Название                         | Автор(ы)                                            | Длительность |
| ------------------- | -------------------------------- | --------------------------------------------------- | ------------ |
| 1.                  | «Reptile»                        | Eric Clapton                                        | 3:26         |
| 2.                  | «Got You on My Mind»             | Joe Thomas · Howard Briggs                          | 4:30         |
| 3.                  | «Travelin' Light»                | J. J. Cale                                          | 4:17         |
| 4.                  | «Believe in Life»                | Eric Clapton                                        | 5:05         |
| 5.                  | «Come Back Baby»                 | Ray Charles                                         | 3:55         |
| 6.                  | «Broken Down»                    | Simon Climie · Dennis Morgan                        | 5:25         |
| 7.                  | «Find Myself»                    | Eric Clapton                                        | 5:15         |
| 8.                  | «I Ain't Gonna Stand for It»     | Stevie Wonder                                       | 4:49         |
| 9.                  | «I Want a Little Girl»           | Murray Mencher · Billy Moll                         | 2:58         |
| 10.                 | «Second Nature»                  | Eric Clapton · Simon Climie · Dennis Morgan         | 4:48         |
| 11.                 | «Don't Let Me Be Lonely Tonight» | James Taylor                                        | 4:47         |
| 12.                 | «Modern Girl»                    | Eric Clapton                                        | 4:49         |
| 13.                 | «Superman Inside»                | Eric Clapton · Doyle Bramhall II · Susannah Melvoin | 5:07         |
| 14.                 | «Son & Sylvia»                   | Eric Clapton                                        | 4:43         |
| Общая длительность: | Общая длительность:              | Общая длительность:                                 | 63:56        |

## Участники записи
- Eric Clapton – гитара, вокал (2-13, 15)
- Doyle Bramhall II – гитара (2-9, 11-15)
- Andy Fairweather Low – гитара (2-9, 11-15)
- Paul Carrack – клавишные (1), орган (10), электрофортепиано (10)
- Billy Preston – орган (2, 5, 13), фортепиано (6, 9), губная гармонь (14)
- Tim Carmon – орган (3, 4, 7-9, 11), фортепиано (5, 13), синтезатор (12, 14), орган (15)
- Joe Sample – электрофортепиано (3, 6, 8, 11, 14), Fender Rhodes (4), фортепиано (11, 14, 15)
- Pino Palladino – бас-гитара (1, 10)
- Nathan East – бас-гитара (2-9, 11-15)
- Steve Gadd – ударные
- Paul Waller – ударные (программирование)  (1, 3, 4, 6, 8, 10, 11, 13)
- Paulinho da Costa – перкуссия (1, 3-9, 11, 13, 15)
- Nick Ingman – струнные аранжировки (6, 11, 12, 14)
- The Impressions – бэк-вокал (2-5, 7-13)